# 外交官銜

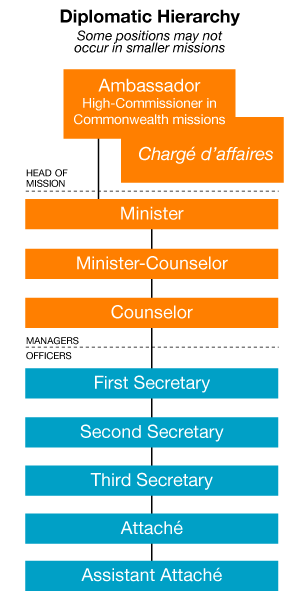
外交官銜等級示意圖

外交官銜根據國際慣例，對外交官有一套制式化的稱謂。

## 傳統外交
至十九世紀初期，歐洲各國才開始擁有自行一套的外交官銜，由於各國派遣外交人員參與桌上會議時，常發生各國視自己的外交人員層級高於其他國家，因此外交官銜的差異也引起不少外交紛爭。
為了解決此一問題，1815年舉行的維也納會議正式制定了外交人員的四個官銜：
一、特命全權大使（Ambassadors）：簡稱大使，是一國家元首向駐在國派遣的最高級外交代表，教廷大使則依據傳統由同輩年紀最長者（Primus inter pares）出任，而大英帝國殖民地以及英联邦成员国之间相互派駐的最高級外交代表則以高級專員稱之。
大使為最高級代表的外交代表機構為大使館，高級專員為最高代表的外交代表機構為高級專員公署；在外交場合中，對大使及高級專員的稱呼會加上閣下。
二、特命全權公使（Envoys）：簡稱公使，公使獲授的權力與大使相同，但其位階比大使低一級。
三、常駐公使（Ministers resident）：最低階的外交代表，只比代辦高一級，此銜在近代外交中已鮮少使用。此銜在1818年的亞琛會議所制定。
四、代辦（Chargés d'affaires）：顧名思義即大使館或行政機構裏的代理辦事人員，通常由資深外交官擔任此職務。臨時代辦（chargé d'affaires ad interim）是臨時性的外交代表機構最高級代表，但常任代辦（chargé d'affaires en pied）則是等同於大使地位，但通常是由派駐國外交部長指派，而非同大使一樣是由國家元首指派，但其職權跟大使相同。
值得注意的是特命全權公使及常駐公使在英文簡稱均為Minister（前者有時為Envoy），其身份是外交人員；兩種公使之任一種為最高代表的外交代表機構為公使館，且因公使所有職權等同於大使，因此在正式稱呼時也會冠上閣下稱謂。
其實這套制度的公布並沒有解決各國地位劃分的問題，而且實際上各國外交官的地位分級還是依據各國的地位，如互派大使僅在主要大國之間實行，同盟國及君主國之間也可以互派大使，而大國跟其他小國僅互派公使，這也是美國直至十九世紀末成為大國時才開始有使節官銜的區分制度，且二十世紀中期各國也僅是互派特命全權公使。
外交辭彙裏，外交使節團是指某國境內的所有外國使領館人員，而使節團團長由年紀最長者或遞交國書最早者擔任，其地位類似榮譽禮賓官，職責是負責有關使節團事務的發言，在天主教國家裏，視教廷大使為當然團長。
第二次世界大戰之後聯合國的成立，其憲章明文各國地位一律平等，因此大部份的國家開始將派駐的使節等級提高為大使，美國於1966年11月28日將駐保加利亞公使館升格為大使館。其實此外交官銜分級還在使用中，只是部份階級劃為主任或是副代表。
非常任大使（ambassador at large）：不同於常任大使，非常任大使不僅為派駐國向駐在國派駐的大使，同時也兼任派駐國周邊國家的大使，有時也兼任駐國際組織代表團代表，如駐比利時大使可能同時為駐歐盟代表；有時因特殊情形而會指派非常任大使成為國家政府的外交諮詢顧客，中華民國有類似的官銜為無任所大使。歷史上總統或總理多指派特使出任特別事務，但有時則指派非常任大使處理特別事務。

## 近代外交

### 雙邊外交關係
在近代外交中，大使以下劃編有許多階級，由於現在大部份的最高外交代表均為大使，因此不像以前可以從代表階級看出派駐國的地位，但是從派駐國大使的年資可反映出其個人的外交資歷及在使節團內的地位。
- 大使／非常任大使／高級專員（Ambassador）
- 大使銜公使
- 公使（Minister）
- 公使銜参赞（Minister-counsellor）
- 参赞（Counsellor）
- 一等秘書（First secretary）
- 二等秘書（Second secretary）
- 三等秘書（Third secretary）
- 專員／随员（Attaché）
- 职员／助理專員（Assistant attaché）
- 代辦或臨時代辦是當大使暫時離職、尚未指派或因特殊原因而無法向駐在國派駐大使的另一個最高外交代表職銜，一般而言，臨時代辦通常是由外交代表機構裏第二位資深的外交人員（副館長）暫代大使職務時的職銜。在一些特殊情況下，一國外交代表機構會向駐在國政府（通常為外交部）以外交照會表示將在某個時期或某些原因派駐代辦。

在某些情況下，如外交代表機構無派駐常任大使、建立外交關係但未互派大使或是兩國關係惡化以召回大使作為抗議時，代辦將長時間負責大使職務。代辦不須要呈遞國書給駐在國元首，因此派駐代辦不須徵得駐在國政府的同意；相對的，駐在國若與派駐國關係惡化，駐在國政府可以拒絕派駐國任命的大使，將外交代表降級為代辦以示不滿。
專員很少列為正式的外交官銜，主要的原因是因為專員通常不是外交人員，其職責僅是負責外交代表機構的連繫事務，通常該類職務以派駐武官最為常見，但其外交官銜會因其職等及負責事務而有所不同；自從行政技術人員及其他隨行人員也能享有部份外交特權，多數國家開始固定派遣這類人員。基本上專員並不列入正式的外交官銜之一，但前蘇聯國家將專員視為最低階的外交人員，另外雖有因職務需要而設的新聞專員或文化專員等職銜，但均不列為正式外交官銜。

### 多邊外交關係
在參與國際組織及出席特殊會議時，便制定出一些非傳統外交官銜，以便在此類場合上使用。
- 常駐代表：分為會員國向國際組織派遣之常駐代表（Permanent Representative）和國際組織向部份成員國派駐的常駐代表（Resident Representative），兩者階級等同於大使。
- 特使：為一國政府針對特別場合而派遣的非常任大使級外交代表。
- 美國貿易代表：為美國貿易代表處的行政首長，是與內閣同級的外交官銜，自1962年開始設立，負責在雙邊和多邊的層面上推行美國的貿易政策。
- 聯合國秘書長可就特別事務及會議派遣特別代表（Special Envoy），如非洲愛滋防治問題、全球氣候變遷議題或是某地區或國家發生內戰，聯合國秘書長均會派遣特別代表負責統合及處理相關事務，另外針對發生動亂或內戰之地區，其區域內大國也會派出特別代表進行協商斡旋。
- 歐盟亦會向地區或國家派遣特別代表（Special Representatives）。2005年，歐洲議會針對吉爾吉斯與烏茲別克相關事件派遣駐中亞特別代表（Special Representative for Central Asia）。
- 國際社會駐波赫高級代表則是屬一特例（Sui generis）。

## 各國外交官職等
各國外交人員在自己國家中因職等不同而有不同的官銜，其級別劃分與外交官銜是差不多的，但是兩者又不全然相同；基於多整理由，雖然各國大使在同一駐在國的地位是相同的，但其實派遣國在選擇大使人選時往往會考慮許多因素，如有深厚關係的國家互派的大使人選其實比派駐其他關係普通國家來得重要。

### 中华人民共和国职业外交官
根据《中华人民共和国驻外外交人员法》第十二条规定：中华人民共和国职业外交官从高至低分为以下7个衔级：
1. 大使
2. 公使
3. 参赞
4. 一等秘书
5. 二等秘书
6. 三等秘书
7. 随员

另外，根据《驻外使领馆工作人员工资制度改革实施细则》（人薪发〔1994〕46号）等，中华人民共和国驻外外交人员工资划分为以下10个级别：
1. 一级：副部级大使[註 1]；
2. 二级：正司级大使、公使、大使衔总领事，副军职武官（少将军衔）；[註 2]
3. 三级：副司级大使、公使衔参赞，正司级参赞、总领事、副总领事、首席馆员（大使级总领馆）、正司级商务教育领事（大使级总领馆），正师职武官（大校军衔）；[註 3]
4. 四级：副司级参赞、总领事、副总领事、首席馆员、副司级商务教育领事（重点总领馆），代表处办事处主任，正师职武官（大校军衔）；
5. 五级：正处级参赞、副总领事、首席馆员、正处级商务教育领事（普通总领馆），正团职武官（上校军衔），代表处办事处副主任，副师职武官（大校军衔）；
6. 六级：一等秘书（正处级），领事，首席馆员（无副总领事设置总领馆）；
7. 七级：二等秘书（副处级），领事；
8. 八级：三等秘书（正科级），副领事；
9. 九级：随员（副科级），领事馆职员；
10. 十级：职员。

从中国驻外特命全权大使的行政级别及其升降可以反映出中国与该国关系的而变化以及中国对该国重视程度：1950年代时驻华沙条约组织成员国大使以及1960年代时中国驻越南大使也曾为副部级大使，但随着后来中国与这些国家关系的变化，中国驻上述国家大使的行政级别也随之下降。

### 中華民國職業外交官
依據1959年（中華民國48年）6月18日中華民國總統府公布之總統令，其制定《駐外外交領事人員任用條例》並公布全文14條。
後於2014年（中華民國103年）6月4日修正公布全文 10 條。
《駐外外交領事人員任用條例》 第二條（駐外外交領事人員）
本條例所稱之駐外外交領事人員如左：
一、大使、公使、常任代表、副常任代表、參事、副參事、一等秘書、二等秘書、三等秘書。
二、總領事、副總領事、領事館領事、總領事館領事、副領事。
駐外外交領事人員職等對照（《駐外機構組織通則》、《駐外外交領事人員任用條例》）：
- 大使：特任或簡任第十三職等至第十四職等
- 公使：職務列簡任第十二職等至第十三職等
- 常任代表：特任或簡任第十三職等至第十四職等
- 副常任代表：職務列簡任第十二職等至第十三職等
- 總領事、參事：職務列簡任第十二職等
- 副總領事：職務列簡任第十職等至第十一職等或薦任第九職等
- 領事館領事、一等秘書：職務列薦任第九職等至簡任第十職等
- 總領事館領事、二等秘書：職務列薦任第八職等至第九職等
- 副領事、三等秘書：職務列薦任第七職等至第八職等。

### 英国職業外交官

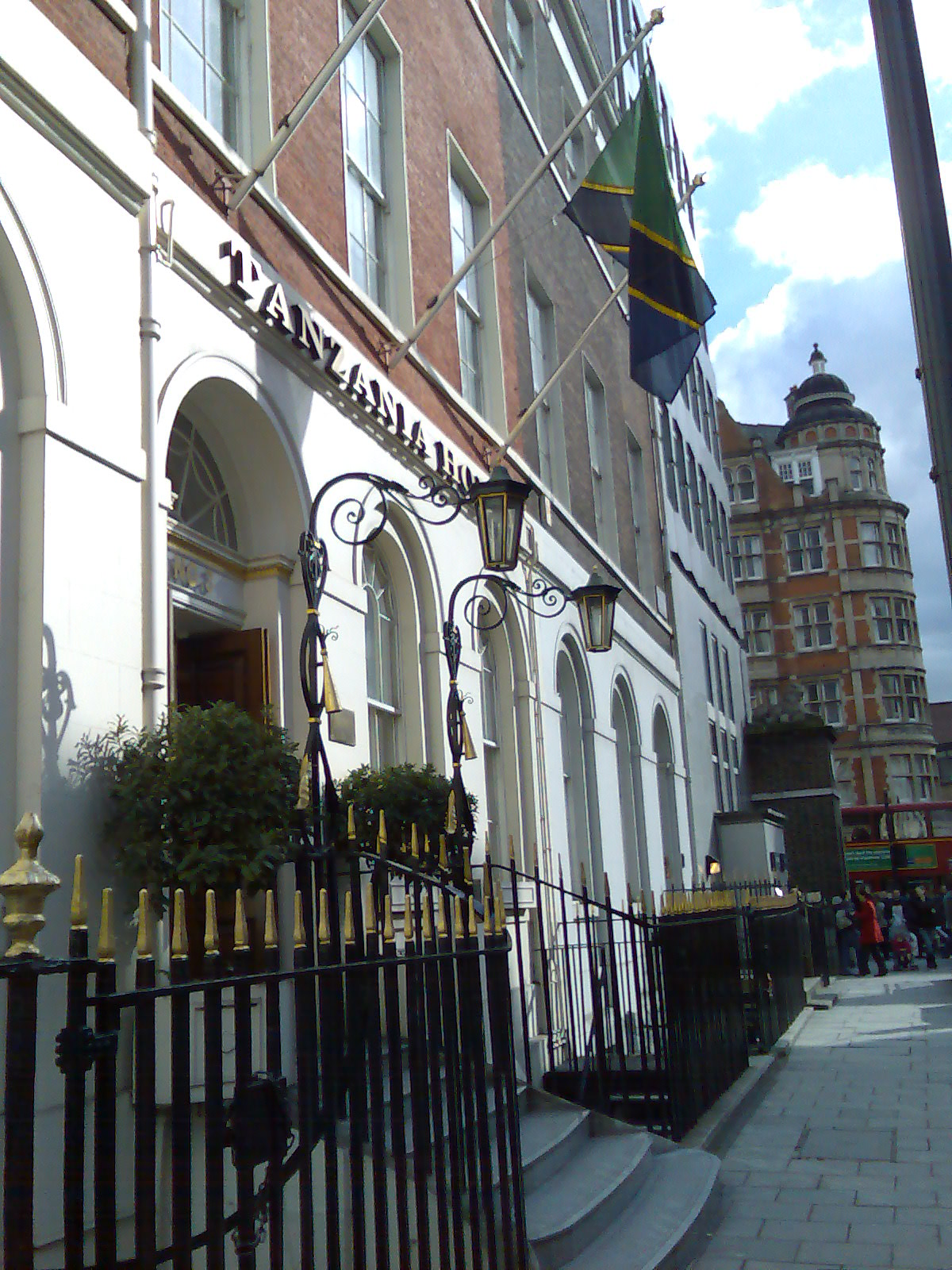
坦尚尼亞派駐英國的高級專員公署（英聯邦國家間互駐的大使館）

英國外交官職等劃分與美國並無太大差異，英國亦分成主管及委任兩大類，主管類別由資深者出任，分為三等為屬事務官的常務次長、局長、科長或是特別工作組組長，外派至海外時則可擔任大使（高級專員）、總領事、副代表或較大規模的領事館之領事；副代表一職在歷史上多為派駐重要國家之大使館的次要館長，現在則多為公使。
委任類別分為一至七職等，另外分成A至D四個群組（一、二職等屬群組A，三職等屬群組B，四、五職等屬群組C，六、七職等屬群組D），派駐國外時的職等相對應外交官銜，如B3職等者為三等秘書，C4職等者為二等秘書，C5和D6職等者為一等秘書，D7職等為規模中等的外交代表機構之副代表或規模較小的外交代表機構之代表。

### 美国職業外交官
在美國高級外務體系（Senior Foreign Service；）系統裏，個人職等劃分與現行的外交官銜等級劃分是差不多的，其差別在於資歷不同而有所區分。
資深外交官可出使屬於政務官的大使，其可能為國家元首直接指派的空降人選，亦可能是專業外交體系出身的外交官升任；公使，一般外交人員升遷的最高事務官層級；公使銜參贊和參贊，此等級劃分相當於陸海空各軍軍衔體系中的上將、中將、少將和准將。
資歷淺的外交人員的職等劃分在外派前後會有改變，其級別從九職等至一職等，一職等相當於軍中的上校，九職等是美國外交官體系裏的最低職等，大部份將出任高階官銜的外交官職等為六職等或五職等，個人的職等與外派時所用的官銜是不同的且不可混淆。
在規模較大的大使館裏，大使底下設有公使銜參贊、參贊、一等秘書及專員等職銜，而在規模較小的大使館內可能只設有公使銜參贊一職。
| SFS 系統分級     | 對等文官頭銜     | 對等陸海空軍銜 |
| ---------------- | ---------------- | -------------- |
| 職業大使（Career Ambassador；）   | ES-6             | 上將（O-10）       |
| 職業公使（Career Minister；）   | ES-6             | 中將（O-9）       |
| 公使銜參贊（Minister Counselor；） | ES-4, ES-5       | 少將（O-8）       |
| 參贊（Counselor；）       | ES-1, ES-2, ES-3 | 准將（O-7）       |